# Плаксино (Курская область)
Плаксино — деревня в Курчатовском районе Курской области. Входит в Костельцевский сельсовет.

## География
Деревня находится на реке Ломна, в 32 км западнее Курска, в 9 км к северо-востоку от районного центра — города Курчатов, в 17 км от центра сельсовета — села Костельцево.
Климат
Плаксино, как и весь район, расположено в поясе умеренно континентального климата с тёплым летом и относительно тёплой зимой (Dfb в классификации Кёппена).

## Население
| 2002 | 2010 |
| ---- | ---- |
| 51   | ↘27  |

## Инфраструктура
Личное подсобное хозяйство. В деревне 36 домов.

## Транспорт
Плаксино находится в 23 км от федеральной автодороги М2 «Крым», в 6 км от автодороги регионального значения 38К-017 (Курск — Льгов — Рыльск — граница с Украиной), в 1,5 км от автодороги межмуниципального значения 38Н-575 (Сейм — Мосолово — Нижнее Сосково), в 7,5 км от ближайшего ж/д остановочного пункта 433 км (линия Льгов I — Курск).